# Ferndale (Washington)
La ville américaine de Ferndale est située dans le comté de Whatcom, dans l’État de Washington. En 2013, sa population s’élevait à 12 403 habitants.

## Jumelages
- Minamibōsō (Japon)